# Vadim Sajoetin

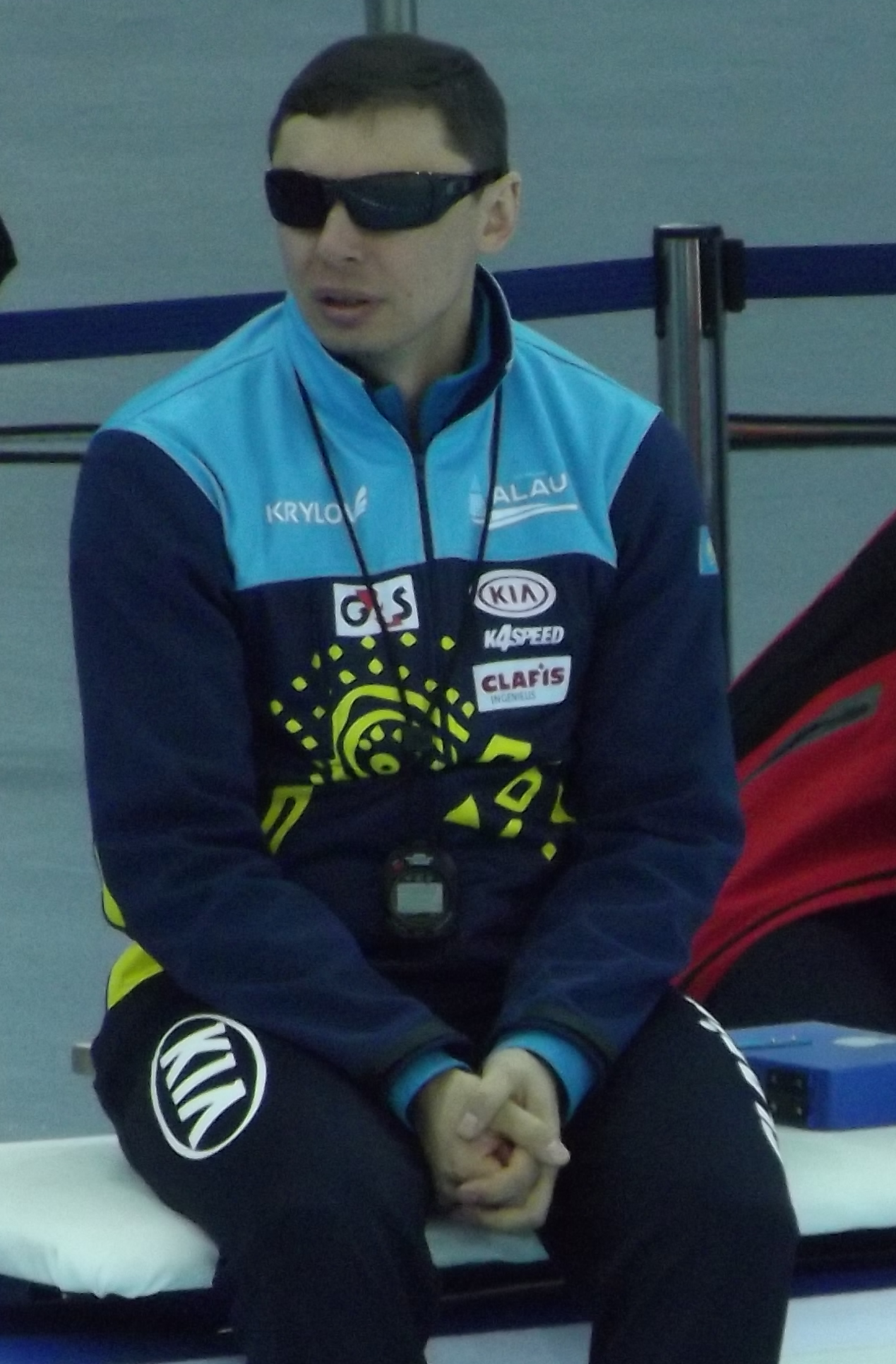
Vadim Sajoetin als coach van Kazachstan tijdens de WK afstanden 2013

Vadim Aleksandrovitsj Sajoetin (Russisch: Вадим Александрович Саютин) (Alma-Ata, 31 december 1970) is een voormalig Russisch langebaanschaatser.

## Biografie
Vadim Sajoetin maakte zijn internationale schaatsdebuut bij de Olympische Winterspelen van 1992 in Albertville. Pas twee jaar later, tijdens de Winterspelen van 1994 in Lillehammer, liet hij weer van zich horen op een groot kampioenschap. Beide toernooien eindigde hij achteraan de uitslagen.
In de jaren erna deed hij met wisselend succes mee met de allround kampioenschappen. Tot hij in 1998 zeer verrassend brons won tijdens het EK Allround in Helsinki. Een jaar later won hij zelfs zilver op het WK Allround in Hamar.
In de periode die volgde werd hij bij ieder toernooi gezien als outsider, maar nooit als favoriet. Hij was ook geregeld goed tijdens kampioenschappen, maar nooit in absolute topvorm. Nog eenmaal won hij een bronzen medaille en wel in 2001 op de 10.000 meter tijdens de WK Afstanden in Salt Lake City.
Nationaal nam hij vier keer plaats op het erepodium bij de allroundkampioenschappen van Rusland, in 1995 en 2000 werd hij kampioen, in 1997 tweede en in 2001 derde.
Na het seizoen 2002/03 zette hij een punt achter zijn schaatscarrière. Gedurende zijn loopbaan won hij bij wereldbekerwedstrijden eenmaal een zilveren en viermaal een bronzen medaille. Alle medailles werden gewonnen op de afstanden 5000 en 10.000 meter. Daarna startte hij een trainingscollectief met onder meer de Kazach Dmitri Babenko, de Italiaan Enrico Fabris en de Rus Jevgeni Lalenkov.

## Persoonlijke records
| Afstand      | Tijd     | Datum            | Baan           |
| ------------ | -------- | ---------------- | -------------- |
| 500 meter    | 37,67    | 20 oktober 2001  | Salt Lake City |
| 1000 meter   | 1.15,09  | 11 november 2000 | Berlijn        |
| 1500 meter   | 1.46,99  | 9 maart 2001     | Salt Lake City |
| 3000 meter   | 3.48,31  | 26 januari 2002  | Salt Lake City |
| 5000 meter   | 6.23,47  | 2 maart 2001     | Calgary        |
| 10.000 meter | 13.17,83 | 11 maart 2001    | Salt Lake City |

## Resultaten
| Jaar | EK Allround | Olympische Spelen               | WK Afstanden                  | WK Allround |
| ---- | ----------- | ------------------------------- | ----------------------------- | ----------- |
| 1992 |             | 11e 5000m 19e 10.000m           |                               |             |
| 1993 |             |                                 |                               |             |
| 1994 |             | 30e 1500m 27e 5000m             |                               |             |
| 1995 | 4e          |                                 |                               | NC14        |
| 1996 |             |                                 | 13e 5000m 8e 10.000m          | NC15        |
| 1997 | 8e          |                                 | 7e 5000m 9e 10.000m           | NC36        |
| 1998 | Brons       | 11e 1500m 15e 5000m 13e 10.000m |                               | NS2         |
| 1999 | 5e          |                                 | 6e 1500m 6e 5000m 4e 10.000m  | Zilver      |
| 2000 | 7e          |                                 | 12e 10.000m                   | NC19        |
| 2001 | 7e          |                                 | 6e 1500m · 4e 5000m · 10.000m | 8e          |
| 2002 | DQ2         | 37e 1500m 25e 5000m             |                               |             |
| 2003 |             |                                 | 14e 5000m                     |             |

DQ2 = gediskwalificeerd bij de 2e afstand
NC# = niet gekwalificeerd voor de laatste afstand, maar wel als # geklasseerd in de eindrangschikking
NS2 = niet gestart bij de 2e afstand

### Medaillespiegel
| Kampioenschap | Goud · | Zilver · | Brons · |
| ------------- | ------ | -------- | ------- |
| EK Allround   | 0      | 0        | 1       |
| WK Afstanden  | 0      | 0        | 1       |
| WK Allround   | 0      | 1        | 0       |